# Йорга
Йорга (рум. Iorga) — село у повіті Ботошані в Румунії. Входить до складу комуни Маноляса.
Село розташоване на відстані 406 км на північ від Бухареста, 43 км на північний схід від Ботошань, 103 км на північ від Ясс.

## Населення
За даними перепису населення 2002 року у селі проживали 109 осіб, усі — румуни. Усі жителі села рідною мовою назвали румунську.